# John Bisby
John Charles Bisby (4 tháng 12 năm 1876 – 1945) là một cầu thủ bóng đá người Anh thi đấu ở vị trí wing half.